# Ścieżka zdrowia (rekreacja)
Ścieżka zdrowia – szereg urządzeń ustawionych w parku itp., służących rekreacji polegającej na wykonaniu określonego zestawu ćwiczeń gimnastycznych. Ta forma powszechnie dostępnej rekreacji jest wykorzystywana m.in. w Niemczech. Na przykład w gminie Bad Feilnbach w Bawarii utworzono ścieżkę zdrowia "Body2Brain", zachęcającą do prostych ćwiczeń poprawiających nastrój.